# Muhammalīyah
Muhammalīyah är en ö i Förenade Arabemiraten.   Den ligger i emiratet Abu Dhabi, i den västra delen av landet, 250 km väster om huvudstaden Abu Dhabi.
Terrängen på Muhammalīyah är varierad.